# 兩面黃 (潮州)
兩面黃是傳統潮州麵食。

## 作法
先將潮州蛋麵走油，再用老雞火腿上湯煨過，之後不斷用慢火煎香兩面，做到底面出現反光的鏡面，加入糖醋汁食用。烘麵時只會使用極慢的火力，烘走湯的水分，麵條吸收湯的精華，味道更濃。 
除了蛋麵外，亦可用伊麵、米粉、河粉製作。